# La Casassa de Pla d'en Prat
La Casassa de Pla d'en Prat és una obra de Sant Gregori (Gironès) protegida com a Bé Cultural d'Interès Local.

## Descripció
Masia de planta rectangular estructurada en diverses tipologies paral·leles, perpendiculars a la façana principal. Les parets portants són de maçoneria amb carreus a les cantonades i emmarcant les obertures. L'acabat exterior és amb arrebossat. La coberta és a dues vessants i amb teula àrab. Inicialment hauria estat un mas més petit, ampliat posteriorment. La façana principal presenta una porta dovellada d'accés, finestres de llinda plana amb carreus bisellats i ampits de pedra motllurats a la primera planta, una obertura formada per tres arcs de mig punt i alguna altra obertura de caràcter medieval.

### Paller
Construcció rural de planta rectangular amb parets portants de maçoneria i coberta a dues vessants feta amb cairats, llates i teula àrab. El bigam de la coberta és de tirada doble amb jàssera central i pilar també central a l'interior de la planta. És interessant la disposició de l'obertura principal, col·locada en un angle de la construcció. Els pallers havien estat concebuts com a edificacions annexes al mas, generalment aïllades i ben ventilades, per a guardar les eines relacionades amb les feines del camp o emmagatzemar farratge, gra, etc.

## Història
Aquesta casa també hauria estat propietat de la Mitra de Girona. Era el palau d'estiu, segons Botet i Sisó, del Bisbe Margarit i abans havia estat palau de Gastó de Moncada. Joan Margarit també hauria estiuejat a la Jueria. A la llinda de la finestra principal hi ha la data de 1584. En les tres finestres superiors diu 1603. No s'han trobat gaires més referències documentals d'aquest edifici. Únicament, segons especifica J. Calzada, en una llista de donants per les obres de l'església parroquial hi consta un tal Josep Turon i Esteban, com habitant del mas. En una altra llista anterior de les cases que pagaven la Mitgera hi figura la Casa Simon de Vall alies Casassa.